# Bradyporus oniscus
Bradyporus oniscus is een rechtvleugelig insect uit de familie sabelsprinkhanen (Tettigoniidae). De wetenschappelijke naam van deze soort is voor het eerst geldig gepubliceerd in 1838 door Burmeister.
1. ↑  (en) Bradyporus oniscus op de IUCN Red List of Threatened Species.